# Зінченко Галина Миколаївна
Галина Миколаївна Зінченко (нар. 25 січня 1940, село Дическулове, тепер Новоукраїнського району Кіровоградської області) — українська радянська діячка, завідувачка дільниці тваринництва колгоспу імені Калініна Ічнянського району Чернігівської області. Депутат Верховної Ради УРСР 11-го скликання.

## Біографія
Народилася в родині службовця. Освіта середня спеціальна.
З 1962 року — завідувачка дільниці тваринництва колгоспу імені Калініна села Іваниці Ічнянського району Чернігівської області.
Потім — на пенсії в селі Зоцівка Ічнянського району Чернігівської області.

## Нагороди
- орден «Знак Пошани»
- медаль «За доблесну працю. В ознаменування 100-річчя з дня народження Володимира Ілліча Леніна» (1970)